# Caconemobius anahulu
Caconemobius anahulu är en insektsart som beskrevs av Otte, D. 1994. Caconemobius anahulu ingår i släktet Caconemobius och familjen syrsor. Inga underarter finns listade i Catalogue of Life.